# Baiyun, Guangzhou
Baiyun är ett stadsdistrikt i norra delen av staden Guangzhou i provinsen Guangdong i sydöstra Kina. Befolkningen uppgick till 3,7 miljoner vid folkräkningen 2020. Guangzhous internationella flygplats ligger på gränsen mellan Baiyun och stadsdistriktet Huadu.

## Administrativ indelning
Baiyun är indelat i 20 stadsdelsdistrikt och fyra köpingar.
Stadsdelsdistrikt (jiedao):

- Baiyunhu (白云湖街道)
- Dayuan (大源街道)
- Helong (鹤龙街道)
- Huangshi (黄石街道)
- Jiahe (嘉禾街道)
- Jingtai (景泰街道)
- Jingxi (京溪街道)
- Jinsha (金沙街道)
- Junhe (均禾街道)
- Longgui (龙归街道)
- Sanyuanli (三元里街道)
- Shijing (石井街道)
- Shimen (石门街道)
- Songzhou (松洲街道)
- Tangjing (棠景街道)
- Tongde (同德街道)
- Tonghe (同和街道)
- Xinshi (新市街道)
- Yongping (永平街道)
- Yuncheng (云城街道)

Köpingar (zhen):

- Jianggao (江高镇)
- Renhe (人和镇)
- Taihe (太和镇)
- Zhongluotan (钟落潭镇)